# Manduca jasminearum
Manduca jasminearum ist ein Schmetterling (Nachtfalter) aus der Familie der Schwärmer (Sphingidae).

## Merkmale
Die Falter haben eine Vorderflügellänge von 40 bis 50 Millimetern. Sie sind in ihrer Färbung wenig variabel. Die Art hat grau bis graubraun gefleckte und weiß gemusterte Vorderflügel und dunkle, nur wenig gezeichnete Hinterflügel und ist dadurch leicht mit Ceratomia undulosa zu verwechseln. Sie unterscheidet sich jedoch von der ähnlichen Art durch ein helleres Grau der Grundfarbe und haben einen stärker zurückgebildeten Diskalfleck. Auch fehlt ihr die Postmedialbinde, die bei der ähnlichen Art bis zur Vorderflügelspitze führt. Die Art kann in Nordamerika auch mit Manduca brontes verwechselt werden. Manduca jasminearum ist jedoch deutlich kleiner und es fehlt ihr die kräftige schwarze Musterung am Analwinkel der Hinterflügel. Außerdem hat Manduca jasminearum ein Paar breiter, schwarzer Linien, die horizontal auf den Vorderflügeln verlaufen. Um die Zelle der Vorderflügel haben die Falter einen braunen Fleck.
Die Raupen haben im vierten Stadium eine blaugrüne Grundfarbe und sind stark mit Sekundärborsten beborstet. Im letzten Stadium sind sie leuchtend hellgrün und die Borsten nehmen eine cremige Farbe an. Ihr Gesicht trägt ein Paar weißer Längsstreifen. Sie haben sieben schräge Seitenstreifen am Körper. Die ersten sechs, schwächer ausgebildeten sind cremefarben, der siebte kräftige ist breit und weiß. Er reicht bis zum Analhorn. Dieses ist grün, sehr körnig strukturiert und hat eine rötliche Spitze.
Die Puppe ist dunkel kastanienbraun. Anders als bei den meisten anderen Arten der Gattung Manduca ist der Saugrüssel mit nur zwei bis drei Millimetern sehr kurz. Er ist außerdem nur ein wenig vom Körper abgesetzt. Der kurze, breite, stark körnig strukturierte Kremaster ist schwarz und endet in einer Doppelspitze.

## Vorkommen
Die Art ist in Nordamerika verbreitet. Sie kommt an der Atlantikküste vom Süden New Englands bis in den Norden Floridas vor. Nach Westen erstreckt sich das Verbreitungsgebiet in die Appalachen und die Täler des Ohio River und des Mississippi River bis an den Rand der Great Plains. Im Mittleren Westen ist sie nördlich bis Cass County (Michigan) nachgewiesen. Im Süden gibt es auch Nachweise im Osten von Texas.
Manduca jasminearum besiedelt Wälder, bevorzugt dicht bewachsene Gebiete. Vermutlich wurde die Art durch menschliche Einflüsse vor allem im Nordosten der Vereinigten Staaten zurückgedrängt.

## Lebensweise
Über die Lebensweise der Falter ist wenig bekannt. Sie wurden bislang nicht beim Blütenbesuch nachgewiesen und sind nur durch Lichtfänge bekannt.

### Flug- und Raupenzeiten
Die Art fliegt im Sommer, wobei in den Appalachen eine Generation ausgebildet wird. In Louisiana und Florida findet man sie vermutlich in zwei Generationen von Mai bis August.

### Nahrung der Raupen
Die Raupen sind an Eschen (Fraxinus) nachgewiesen, sie sollen aber auch an Flieder (Syringa) und Ulmen (Ulmus) fressen.

## Entwicklung
Die Weibchen legen ihre Eier einzeln an der Unterseite der Blätter der Raupennahrungspflanzen ab. Die Raupen sind Einzelgänger und fressen tagsüber frei auf der Blattoberseite. In Ruhephasen findet man sie auf der Blattunterseite an der Mittelrippe. Die Verpuppung erfolgt in einer Kammer im Erdboden.

## Belege